# Hypophthalmichthys harmandi
Hypophthalmichthys harmandi es una especie de peces de la familia de los ciprínidos.

## Descripción
Los machos pueden llegar alcanzar los 54,5 cm de longitud total.

## Hábitat
Es un pez de agua dulce bentopelágico y de clima subtropical.

## Distribución geográfica
Se encuentran en el Sureste Asiático: Hainan y Vietnam.